# Soudan (Deux-Sèvres)
Soudan is een gemeente in het Franse departement Deux-Sèvres (regio Nouvelle-Aquitaine) en telt 399 inwoners (2005). De plaats maakt deel uit van het arrondissement Niort.

## Geografie
De oppervlakte van Soudan bedraagt 23,5 km², de bevolkingsdichtheid is 17,0 inwoners per km².
De onderstaande kaart toont de ligging van Soudan (Deux-Sèvres) met de belangrijkste infrastructuur en aangrenzende gemeenten.

## Demografie
Onderstaande figuur toont het verloop van het inwonertal (bron: INSEE-tellingen).